# Amphilochus schubarti
Amphilochus schubarti är en kräftdjursart. Amphilochus schubarti ingår i släktet Amphilochus och familjen Amphilochidae. Inga underarter finns listade i Catalogue of Life.